# Vinnie Jones
Vincent Peter Jones (Watford, Hertfordshire; 5 de enero de 1965),más conocido como Vinnie Jones, de origen gitano, es un exfutbolista y actor británico. Durante su etapa como jugador de fútbol desempeñó la posición de centrocampista defensivo y destacó por un estilo de juego agresivo e intimidatorio, en ocasiones muy violento.
Como jugador despuntó en el Wimbledon Football Club, donde formó parte del equipo apodado como "The Crazy Gang" que ganó la FA Cup de 1988. Posteriormente pasó por el Leeds United, el Sheffield United y el Chelsea entre otros clubes. Jones también fue futbolista internacional por la selección de fútbol de Gales, con la que jugó 9 partidos y de la que incluso fue capitán.
En 1998 debutó como actor en la película Lock, Stock and Two Smoking Barrels de Guy Ritchie, y un año después de su retirada del fútbol profesional se dedicó a la interpretación. Desde entonces ha hecho apariciones en más de 25 títulos como Snatch o X-Men: The Last Stand, donde interpretó a Juggernaut.

## Carrera deportiva

### Fichaje por Wimbledon F. C.
Jones nació en el seno de una familia de clase obrera de Watford, Hertfordshire (Inglaterra), y con tan sólo 16 años se independizó del hogar familiar, con la ilusión de convertirse en futbolista profesional. Inició su carrera en 1984 en las filas del Wealdstone Football Club, un equipo amateur de Middlesex, y durante ese tiempo combinó el fútbol con un trabajo a tiempo parcial de peón de obra. Además, probó suerte en un club de las divisiones inferiores de Suecia, el IFK Holdsmund, donde permaneció a prueba.
En 1986, el Wimbledon Football Club fichó a Jones y pagó por su traspaso cerca de 10 000 libras. Su debut se produjo en un partido contra el Nottingham Forest en la temporada 1986/87, la primera de su nuevo equipo en la Primera División inglesa y supuso el debut del jugador a nivel profesional. Sin embargo, Jones se hizo un hueco en el once titular gracias a su labor defensiva, destacándose como un futbolista violento que intimidaba a los rivales con agresiones y fuertes entradas. Su duro marcaje al jugador del Newcastle United, Paul Gascoigne, con golpes e incluso un agarrón en los testículos, le llevó a la fama en todo el Reino Unido.
En sus tres temporadas Jones se convirtió en el estandarte del Wimbledon F. C., que alcanzó las posiciones altas de la liga a finales de los años 1980 gracias a un estilo de juego apodado kick and rush (patadón y a correr), su efectividad y una sólida defensa. El jugador formó parte del equipo conocido como Crazy Gang, una plantilla con jugadores como Dennis Wise, John Fashanu, Laurie Cunningham, Dave Beasant o Lawrie Sanchez entre otros, y su mayor logro fue la victoria en la FA Cup de 1988 frente al Liverpool F. C. por 1-0.

### Paso por el fútbol inglés
Tres años después de su debut, Vinnie Jones fichó por Leeds United en la temporada 1989/90 por 650 000 libras para jugar en la Segunda División. Rápidamente el jugador se convirtió en uno de los favoritos de la afición de Elland Road y destacó por un juego menos agresivo, con tan sólo tres tarjetas amarillas en todo el campeonato. En los 45 partidos de liga que disputó, fue miembro de la plantilla titular de Leeds que ascendió a Primera como campeón. Pese a ello, Jones perdió la titularidad al año siguiente en favor de los canteranos David Batty y Gary Speed, por lo que el club traspasó al futbolista al Sheffield United.
Jones permaneció un año en Sheffield, y a comienzos de la campaña 1991/92 fichó por el Chelsea F. C. para regresar en 1993 a la disciplina del Wimbledon F. C., donde permaneció cinco temporadas como titular indiscutible. Durante esos años afianzó su estilo de juego duro y polémico, y Jones no dudó en explotar esa faceta. En 1992 prestó su imagen para el documental Soccer's Hard Men, que recogía imágenes violentas dentro de los terrenos de juego con las acciones más duras de futbolistas como Graeme Souness y Billy Bremner. Tras esa actuación, la Asociación de Fútbol de Inglaterra sancionó al jugador con una multa de 20 000 libras y después de sobrepasar 40 faltas disciplinarias le amenazó con una suspensión indefinida si no cesaba en su conducta antideportiva.
En la campaña 1997/98 fichó por Queens Park Rangers, pero en su primera temporada solo disputó siete encuentros, coincidiendo con el inicio de su carrera como actor. Finalmente, se retiró en 1999 con un historial de 330 partidos disputados, 38 goles en su etapa como profesional. Además es el segundo jugador con más expulsiones en la Premier League, 12 en total, siendo sólo superado por Roy Keane.

### Selección nacional
Pese a ser inglés de nacimiento, Vinnie Jones desarrolló su carrera como futbolista internacional en la selección de fútbol de Gales. Inglaterra nunca estuvo interesada en convocarlo, por lo que éste buscó otras alternativas inferiores en el fútbol británico. Finalmente fue Gales quien convocó a Jones, aprovechando que su abuela nació en Ruthin. La convocatoria internacional de Jones fue recibida por algunos diarios ingleses y antiguos futbolistas con sorna. El exinternacional inglés y comentarista deportivo Jimmy Greaves declaró lo siguiente cuando se publicó la noticia:
¡Estoy sorprendido! Tenemos la cocaína, la corrupción, e incluso el Arsenal marcó dos goles en casa el otro día. Pero justo cuando crees que lo has visto todo en el fútbol, Vinnie Jones se convierte en internacional.
El debut de Vinnie Jones con Gales se produjo el 14 de diciembre de 1994 frente a la selección de Bulgaria, con una derrota por 0-3. Con el combinado nacional jugó entre 1994 y 1997 nueve partidos en total, en los que no anotó un solo gol y tampoco obtuvo ninguna victoria, y fue capitán de la selección en una derrota por 7-1 frente a los Países Bajos.

## Carrera como actor
En sus últimos años como jugador de fútbol, Vinnie Jones comenzó a interesarse por el cine. El jugador aceptó una oferta del director británico Guy Ritchie para ser uno de los actores principales en la película Lock, Stock and Two Smoking Barrels (1998) donde interpretó a Big Chris, un matón a sueldo. El filme fue un éxito de la crítica que sirvió para lanzar a la fama a Ritchie y el trabajo de Jones fue reconocido con un Premio Empire como mejor actor debutante. Además, Vinnie aprovechó el éxito del largometraje en Estados Unidos para colaborar en algunos programas de televisión, como una aparición puntual en la World Wrestling Federation, en el evento Capital Carnage.
Gracias a su papel en Lock & Stock, Jones se pasó a la interpretación cuando dejó el fútbol. A las órdenes de Guy Ritchie repitió papel en Snatch (2000), donde interpretó a Bullet Tooth Tony y ganó un Premio Empire como mejor actor británico y en 2001 protagonizó la comedia Mean Machine. También comenzó a aparecer en películas estadounidenses como 60 segundos (2000) y Operación Swordfish (2001).
A partir de ahí, incrementó sus apariciones en películas, programas de televisión ingleses y anuncios. A su vez, trató de hacerse un hueco en las producciones de Hollywood a través de cameos y apariciones puntuales, hasta que en 2006 consiguió interpretar a Juggernaut en X-Men: The Last Stand (2006), la tercera parte de la saga. En 2010 formó parte del reparto de Kill the Irishman, trabajo que compaginó con su participación en la versión británica del programa de televisión Celebrity Big Brother, donde terminó en tercer lugar. Ese mismo año debutó en The Cape, una serie de televisión de NBC. En 2013 hizo aparición en la serie Elementary y fue uno de los antagonistas de la película Plan de escape (protagonizada por Sylvester Stallone). En 2015 formó parte del elenco habitual de la serie Galavant; en 2018 participó como actor secundario en Deception, y en 2020 protagonizó la película Ron Hopper's Misfortune.
Es comentarista de partidos de fútbol de la Premier League en el canal estadounidense FOX Sports, junto con Eric Wynalda y Cobi Jones.

## Otras consideraciones

### Estilo de juego
Vinnie Jones está considerado como uno de los futbolistas más duros y agresivos en la historia del fútbol británico y durante su carrera deportiva desarrolló un juego basado en duras entradas, férreos marcajes e intimidación al rival. En su primera etapa en el Wimbledon F. C. Jones logró la titularidad gracias a su juego duro y defensivo, con un estilo violento que recibió numerosas críticas por parte de árbitros, rivales e incluso la Asociación de Fútbol de Inglaterra.
En su primer año con Wimbledon, Jones lesionó al jugador del Tottenham Hotspur Gary Stevens, quien nunca pudo recuperarse de la entrada recibida y tuvo que retirarse a los 30 años. En 1988 el jugador se dio a conocer en todo Reino Unido por un férreo marcaje a Paul Gascoigne, entonces estrella emergente del Newcastle United. Su rival recibió continuos golpes, fue insultado e incluso Vinnie le agarró con fuerza de los testículos, imagen captada por los medios de comunicación. Gascoigne señaló más tarde en una entrevista:
Nunca he protestado por ninguna entrada, pero aquello eran agresiones. Sentía su aliento siempre detrás de mí. Durante una jugada se me acercó y me dijo: "Me llamo Vinnie Jones, soy gitano, gano mucho dinero. Te voy a arrancar la oreja con los dientes y luego la voy a escupir en la hierba. ¡Estás solo, gordo, sólo conmigo!".
Como uno de los rostros más destacados del Wimbledon de finales de los años 1990, el futbolista cultivó una imagen de tipo duro y violento de la que hizo gala en numerosas ocasiones y que más tarde explotó en su carrera como actor. Lo expulsaron 12 veces en su paso por la Premier League, una cifra sólo superada por Roy Keane con 13 tarjetas rojas. Además, posee el récord de la amonestación más rápida en la historia del fútbol profesional, cuando a los tres segundos de un partido con el Chelsea FC recibió tarjeta amarilla por una grave entrada a Dane Whitehouse, delantero del Sheffield. Con esto superó su propio récord anterior por haber sido amonestado con tarjeta amarilla a los 5 segundos, esta vez con el Sheffield.
Por otra parte, Vinnie Jones fue uno de los jugadores más mediáticos de Reino Unido por su estilo de juego. En 1992 presentó un video recopilatorio con las jugadas más violentas del fútbol británico titulado Soccer's Hard Men, que le acarreó numerosas críticas. El presidente del Wimbledon F. C. Sam Hammam dijo de él que tenía un "cerebro de mosquito" y la Asociación de futbolistas de Inglaterra intentó prohibir su distribución sin éxito. La Asociación de Fútbol de Inglaterra le sancionó con una multa de 20 000 libras.

### Vida personal
En el ámbito personal, Vinnie estuvo casado con la modelo Tanya Terry desde 1994 hasta su muerte en 2019, víctima de un cáncer. Ha tenido un hijo de una anterior relación con Mylene Elliston, llamado Aaron Elliston (1991 en Sheffield) que en 2008 ingresó en el Ejército Británico, y también se hizo cargo de la hija de Tanya, Kaley Jay (n. 1987 en Watford). Actualmente Vinnie vive en Los Ángeles (California) y tiene otra residencia en Hertfordshire. También ha colaborado en diversos actos benéficos.
Pese a su retirada del fútbol, Jones continúa siendo aficionado del Wimbledon F. C. y el Leeds United. Cuando el Wimbledon desapareció y sus aficionados crearon un nuevo equipo —AFC Wimbledon—, Vinnie Jones regaló a su directiva la medalla que recibió como campeón de la FA Cup de 1988 y les dio apoyo personal. Respecto al Leeds United, Jones ha aparecido en varios homenajes al equipo, tiene un tatuaje con el escudo del club y ha declarado que si tuviera que regresar al fútbol «volvería a Leeds, porque es un club que llevo en el corazón».
Además de su carrera como actor, Jones también ha publicado la autobiografía Vinnie: The Autobiography (1998) y tuvo escarceos con la música, como una revisión del sencillo Wooly Bully (1993) e incluso un disco, Respect (2002). Jones también se ha pronunciado sobre asuntos políticos y ha declarado ser un votante del Partido Conservador. En ese sentido, el actor señaló que «soy conservador, pero hablo desde la clase trabajadora en la que nací».

### Problemas legales
Vinnie Jones también ha protagonizado varios problemas legales a lo largo de su vida. Durante varios años tuvo denuncias por amenazas y en 1998 fue condenado a 100 horas de servicios a la comunidad por agredir y lesionar a un vecino en noviembre del año anterior. En diciembre de 2003 también fue condenado por insultar y amenazar a la tripulación de un vuelo en mayo del mismo año, algo que provocó que Bacardi anulara el contrato que vinculaba al exjugador y actor como su imagen publicitaria.
En diciembre de 2008 fue detenido en Dakota del Sur (Estados Unidos) por comenzar una pelea de bar en la que fue agredido con una botella de cerveza, aunque meses después fue absuelto. Dos años después se supo que Jones fue denunciado por daños tras perder una pelea con el actor Tamer Hassan.

## Estadísticas como jugador

### Clubes
| Club                           | Temporada           | Total      | Total |
| Club                           | Temporada           | Encuentros | Goles |
| ------------------------------ | ------------------- | ---------- | ----- |
| Wimbledon FC Inglaterra        | 1986/87             | 22         | 4     |
| Wimbledon FC Inglaterra        | 1987/88             | 24         | 2     |
| Wimbledon FC Inglaterra        | 1988/89             | 31         | 3     |
| Wimbledon FC Inglaterra        | Total               | 77         | 9     |
| Leeds United Inglaterra        | 1989/90             | 45         | 5     |
| Leeds United Inglaterra        | 1990/91             | 1          | 0     |
| Leeds United Inglaterra        | Total               | 46         | 5     |
| Sheffield United Inglaterra    | 1990/91             | 31         | 2     |
| Sheffield United Inglaterra    | 1991/92             | 4          | 0     |
| Sheffield United Inglaterra    | Total               | 35         | 2     |
| Chelsea FC Inglaterra          | 1991/92             | 35         | 3     |
| Chelsea FC Inglaterra          | 1992/93             | 7          | 1     |
| Chelsea FC Inglaterra          | Total               | 42         | 4     |
| Wimbledon FC Inglaterra        | 1992/93             | 27         | 1     |
| Wimbledon FC Inglaterra        | 1993/94             | 33         | 2     |
| Wimbledon FC Inglaterra        | 1994/95             | 33         | 3     |
| Wimbledon FC Inglaterra        | 1995/96             | 31         | 3     |
| Wimbledon FC Inglaterra        | 1996/97             | 29         | 3     |
| Wimbledon FC Inglaterra        | 1997/98             | 24         | 0     |
| Wimbledon FC Inglaterra        | Total               | 177        | 12    |
| Queens Park Rangers Inglaterra | 1997/98             | 7          | 1     |
| Queens Park Rangers Inglaterra | 1998/99             | 2          | 0     |
| Queens Park Rangers Inglaterra | Total               | 9          | 1     |
| Total en su carrera            | Total en su carrera | 386        | 33    |

### Selección nacional
| \| Fecha \| Ciudad \| Local \| Resultado \| Visitante \| Competencia \| Goles \| \| ---------- \| ---------- \| ------------ \| --------- \| --------- \| --------------------------- \| ----- \| \| 14-12-1994 \| Cardiff \| Gales \| 0-3 \| Bulgaria \| Eliminatorias Eurocopa 1996 \| 0 \| \| 29-03-1995 \| Sofía \| Bulgaria \| 3-1 \| Gales \| Eliminatorias Eurocopa 1996 \| 0 \| \| 26-04-1995 \| Düsseldorf \| Alemania \| 1-1 \| Gales \| Eliminatorias Eurocopa 1996 \| 0 \| \| 07-06-1995 \| Cardiff \| Gales \| 0-1 \| Georgia \| Eliminatorias Eurocopa 1996 \| 0 \| \| 24-04-1996 \| Lugano \| Suiza \| 1-0 \| Gales \| Amistoso \| 0 \| \| 09-11-1996 \| Eindhoven \| Países Bajos \| 7-1 \| Gales \| Eliminatorias Mundial 1998 \| 0 \| \| 14-12-1996 \| Cardiff \| Gales \| 0-0 \| Turquía \| Eliminatorias Mundial 1998 \| 0 \| \| 11-02-1997 \| Cardiff \| Gales \| 0-0 \| Irlanda \| Amistoso \| 0 \| \| 29-03-1997 \| Cardiff \| Gales \| 1-2 \| Bélgica \| Eliminatorias Mundial 1998 \| 0 \| \| Total \| \| Presencias \| 9 \| \| Goles \| 0 \| |            |              |           |           |                             |       |
| Fecha | Ciudad     | Local        | Resultado | Visitante | Competencia                 | Goles |
| 14-12-1994 | Cardiff    | Gales        | 0-3       | Bulgaria  | Eliminatorias Eurocopa 1996 | 0     |
| 29-03-1995 | Sofía      | Bulgaria     | 3-1       | Gales     | Eliminatorias Eurocopa 1996 | 0     |
| 26-04-1995 | Düsseldorf | Alemania     | 1-1       | Gales     | Eliminatorias Eurocopa 1996 | 0     |
| 07-06-1995 | Cardiff    | Gales        | 0-1       | Georgia   | Eliminatorias Eurocopa 1996 | 0     |
| 24-04-1996 | Lugano     | Suiza        | 1-0       | Gales     | Amistoso                    | 0     |
| 09-11-1996 | Eindhoven  | Países Bajos | 7-1       | Gales     | Eliminatorias Mundial 1998  | 0     |
| 14-12-1996 | Cardiff    | Gales        | 0-0       | Turquía   | Eliminatorias Mundial 1998  | 0     |
| 11-02-1997 | Cardiff    | Gales        | 0-0       | Irlanda   | Amistoso                    | 0     |
| 29-03-1997 | Cardiff    | Gales        | 1-2       | Bélgica   | Eliminatorias Mundial 1998  | 0     |
| Total |            | Presencias   | 9         |           | Goles                       | 0     |

## Palmarés

### Campeonatos nacionales
| Título | Club         | País       | Año     |
| ------ | ------------ | ---------- | ------- |
| FA Cup | Wimbledon FC | Inglaterra | 1987/88 |

## Filmografía

### Cine y televisión

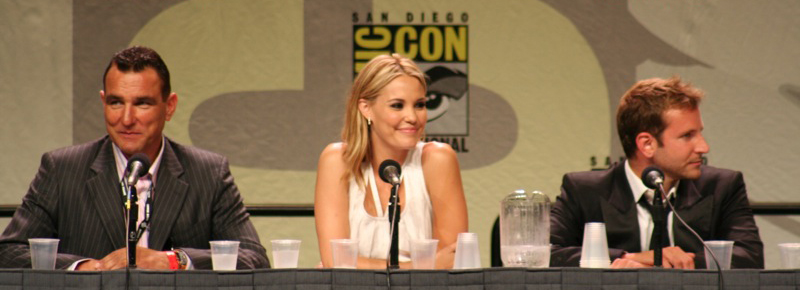
Vinnie Jones, junto con Leslie Bibb y Bradley Cooper en un evento promocional de The Midnight Meat Train.

| Año                                | Título                              | Papel                  | Notas                            |
| ---------------------------------- | ----------------------------------- | ---------------------- | -------------------------------- |
| 1998                               | Lock, Stock and Two Smoking Barrels | Big Chris              |                                  |
| 2000                               | Snatch                              | Tony "Dientes de bala" |                                  |
| 2000                               | 60 segundos                         | Sphinx                 |                                  |
| 2001                               | Operación Swordfish                 | Marco                  |                                  |
| 2001                               | Mean Machine                        | Danny Meehan           |                                  |
| 2002                               | Night at the Golden Eagle           | Rodan                  |                                  |
| 2004                               | The Big Bounce                      | Lou Harris             |                                  |
| 2004                               | Tooth                               | The Extractor          |                                  |
| 2004                               | Eurotrip                            | Mad Maynard            |                                  |
| 2004                               | Blast!                              | Michael Kittredge      |                                  |
| 2004                               | Survive Style 5+                    | Killer                 |                                  |
| 2005                               | La chica número uno                 | Dragos Molnar          |                                  |
| 2005                               | Hollywood Flies                     | Sean                   | Telefilme                        |
| 2005                               | Slipstream                          | Winston Briggs         |                                  |
| 2005                               | Submerged                           | Henry                  |                                  |
| 2005                               | Mysterious Island                   | Bob                    | Telefilme                        |
| 2006                               | Johnny Was                          | Johnny Doyle           |                                  |
| 2006                               | She's the Man                       | Entrenador Dinklage    |                                  |
| 2006                               | Played                              | Detective Brice        |                                  |
| 2006                               | The Other Half                      | Adiestrador            |                                  |
| 2006                               | X-Men: The Last Stand               | Cain Marko/Juggernaut  |                                  |
| 2006                               | Garfield 2                          | Rommel                 | Papel de voz                     |
| 2007                               | 7-10 Split                          | Roddy                  |                                  |
| 2007                               | Strength and Honour                 | Smasher O'Driscoll     |                                  |
| 2007                               | The Riddle                          | Mike Sullivan          |                                  |
| 2007                               | The Condemned                       | Ewan McStarley         |                                  |
| 2007                               | Tooth and Nail                      | Mongrel                |                                  |
| 2008                               | Loaded                              | Mr. Black              |                                  |
| 2008                               | Hell Ride                           | Billy Wings            |                                  |
| 2008                               | The Midnight Meat Train             | Mahogany               |                                  |
| 2009                               | The Heavy                           | Dunn                   |                                  |
| 2009                               | The Bleeding                        | Cain                   |                                  |
| 2009                               | Assault of Darkness                 | Mr. Hunter             |                                  |
| 2009                               | Año Uno                             | Sargon                 |                                  |
| 2010                               |                                     |                        |                                  |
| Chuck                              | Karl Stromberg                      | Serie de televisión    |                                  |
| Smokin' Aces 2: Assassins' Ball    | McTeague                            |                        |                                  |
| La era de los dragones             | Stubbs                              |                        |                                  |
| 2011                               |                                     |                        |                                  |
| The Cape                           | Scales                              | Serie de televisión    |                                  |
| Kill the Irishman                  | Keith Ritson                        |                        |                                  |
| Cross                              | Gunnar                              |                        |                                  |
| 2012                               |                                     |                        |                                  |
| Madagascar 3: Europe's Most Wanted | Freddie el perro                    | Papel de voz           |                                  |
| Hijacked                           | Joe Ballard                         |                        |                                  |
| Fuego cruzado (F.W.F.)             | Boyd                                |                        |                                  |
| 2013                               |                                     |                        |                                  |
| Misión secreta: Extraction         | Ivan Rudovsky                       |                        |                                  |
| Elementary                         | Sebastian Moran                     | Serie de televisión    |                                  |
| Plan de escape                     | Drake                               |                        |                                  |
| Escuadrón de héroes                | Brent Willoughby                    |                        |                                  |
| 2014                               |                                     |                        |                                  |
| Psych                              | Ronnie Ives                         | Serie de televisión    |                                  |
| Redirected                         | Golden Pole                         |                        |                                  |
| Juego sucio en Las Vegas           | Carl                                |                        |                                  |
| 2015-2016; 18                      | Arrow                               | Danny Brickwell        | Serie de televisión; 9 episodios |
| 2015                               | Absolution                          | The Boss               |                                  |
| 2015                               | Toxin                               | Renner                 |                                  |
| 2015                               | Jaque mate                          | Lu                     |                                  |
| 2015                               | 6 Maneras de morir                  | John Doe               |                                  |
| 2015-2016                          | Galavant                            | Gareth                 | Serie de televisión              |
| 2015                               | Police Interceptors                 | Él mismo               |                                  |
| 2016                               | MacGyver                            | John Kendrick          | Serie de televisión; 1 episodio  |
| 2017                               | Cross Wars                          | Gunnar                 |                                  |
| 2018                               | Deception                           | Gunter Gastafsen       | Serie de televisión              |
| 2019                               | NCIS: Los Ángeles                   | Rick Dorsey            | Serie de televisión; 1 episodio  |
| 2020                               | Harry's Heroes                      | Él mismo               |                                  |
| 2021                               | Law & Order: Organized Crime        | Albi Briscu            | Serie de televisión; 8 episodios |

## Premios y nominaciones
Premio Empire
| Año  | Categoría             | Trabajo nominado                    | Resultado |
| ---- | --------------------- | ----------------------------------- | --------- |
| 1999 | Mejor actor debutante | Lock, Stock and Two Smoking Barrels | Ganador   |
| 2001 | Mejor actor británico | Snatch                              | Ganador   |

Festival Internacional de Cine de Acción
| Año  | Categoría                                | Trabajo nominado    | Resultado |
| ---- | ---------------------------------------- | ------------------- | --------- |
| 2008 | Mejor actor de reparto                   | Strength and Honour | Candidato |
| 2008 | Alan J. Bailey al mejor actor de reparto | Strength and Honour | Ganador   |